# Cordilura unicolor
Cordilura unicolor är en tvåvingeart som först beskrevs av Friedrich Hermann Loew 1864.  Cordilura unicolor ingår i släktet Cordilura och familjen kolvflugor. Inga underarter finns listade i Catalogue of Life.